# Mont-Louis
Mont-Louis település Franciaországban, Pyrénées-Orientales megyében. Lakosainak száma 150 fő (2022. január 1.). Mont-Louis La Llagonne, Sauto és La Cabanasse községekkel határos.

## Népesség
A település népességének változása:
| Lakosok száma | 185  | 170  | 171  | 152  | 149  | 148  | 144  | 147  | 150  |
|               | 2013 | 2015 | 2016 | 2017 | 2018 | 2019 | 2020 | 2021 | 2022 |